# Шмирецька волость
Шмирецька волость — історична адміністративно-територіальна одиниця Старокостянтинівського повіту Волинської губернії з центром у селі Шмирки.
Станом на 1886 рік складалася з 11 поселень, 9 сільських громад. Населення — 6147 осіб (3051 чоловічої статі та 3096 — жіночої), 796 дворових господарств.
|                     | Площа, десятин | У тому числі орної, дес. |
| ------------------- | -------------- | ------------------------ |
| Сільських громад    | 5345           | 5010                     |
| Приватної власності | 4769           | 3200                     |
| Іншої власності     | 314            | 214                      |
| Загалом             | 10428          | 8424                     |

Поселення волості:
- Шмирки — колишнє власницьке село за 50 верст від повітового міста, 617 осіб, 83 двори, православна церква, постоялий будинок й вітряний млин.
- Великі Жеребки — колишнє власницьке село, 506 осіб, 83 двори, православна церква, 2 постоялих будинки, водяний і вітряний млини.
- Великі Зозулинці — колишнє власницьке село при річці Случ, 1337 осіб, 200 дворів, православна церква, 2 постоялих будинки, водяний і вітряний млини, винокурний завод.
- Глібки — колишнє власницьке село при річці Бужок, 469 осіб, 65 дворів, православна церква, постоялий будинок, водяний і вітряний млин.
- Індики — колишнє власницьке село, 438 осіб, 65 дворів, православна церква, постоялий будинок, водяний і вітряний млин.
- Личівка — колишнє власницьке село при річці Бужок, 118 осіб, 72 двори, православна церква, православна церква й постоялий будинок.
- Попівці — колишнє власницьке село, 618 осіб, 104 двори, православна церква, постоялий будинок, кузня, водяний і вітряний млин.
- Собківці — колишнє власницьке село, 468 осіб, 76 дворів, православна церква, школа, постоялий будинок, вітряний млин.